# Västra palearktis

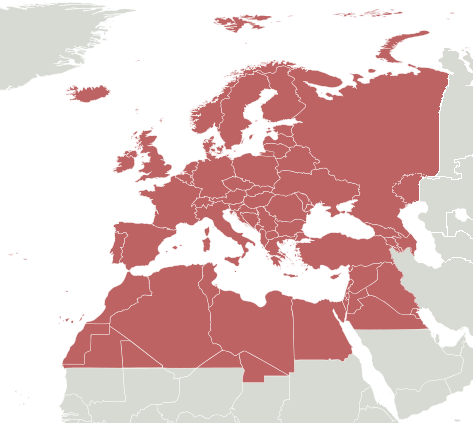
Västpalearktis enl. Birds of the Western Palearctic

Västra palearktis, förkortat VP, eller Västpalearktis är en del av den djurgeografiska regionen Palearktis. Termen används oftast i ornitologiska sammanhang men även av vissa entomologer och forskare som studerar fiskar.

## Historik
Uttrycket blev populärt i och med den stora försäljningssuccén av Cramp & Simmons Handbook of the Birds of Europe, the Middle East and North Africa. Birds of the Western Palearctic från 1977 som ofta förkortas BWP.

## Gränsdragning
Sett från ett västeuropeiskt perspektiv så skulle man kunna säga att Västra palearktis är "vår del av världen". Det finns några olika idéer hur utbredningen av detta område ska avgränsas. Gränserna i norr och väster är okontroversiella men olika forskare argumenterar för olika gränsdragningar i söder och öster. Nedan följer den indelning som Sveriges Ornitologiska Förening uppger.

### Den yttre gränsen för Västra palearktis utbredning enligtSOF
- Åt norr innefattas följande öar:
  - Island, Jan Mayen, Svalbard, Frans Josefs land och Novaja Zemlja.
- Åt väster innefattas följande atlantiska öar:
  - Azorerna, Madeira, Kanarieöarna & Kap Verde och öarna vid Banc d'Arguin (men inte fastlandet innanför, d.v.s. Mauretanien)
- Sydgränsen
  - Tvärs över Afrika längs 21 bredgraden, från Ras ben Sakka till och med Ras Abu Shagara i Sudan, plus bergsmassivet Tibesti, som sträcker sig söderut till 19 bredgraden i Tchad och Libyen. Sedan ner till och med Jemen (utom Socotra) och Oman.
- Östgränsen
  - Öster till och med Irak och östra Turkiet. Genom Kaspiska havet och upp längs västra sidan av Uralbergen.

### Alternativa gränsdragningar
Erling Jirle och Erik Hirschfeld med flera menar att VP även ska inkludera hela den arabiska halvön och antingen ska den sydöstra gränsen dras mitt i Iran, väster om de båda bergskedjorna Elburz och Zagros, eller till och med inkludera hela Iran.